# Марінельо Хуан
Марінельйо Хуан (2 листопада 1898, Сан-Дієго-дель-Вальє, провінція Вільяклара — 27 березня 1977, Гавана) — політичний діяч та громадський діяч Куби, публіцист та літературознавець.

## Життєпис
Він закінчив Гаванський Університет та був фахівцем у галузі права та філософії. У 1921—1932 роки він був професором, а від 1932 до 1963 року — ректором Гаванського Університету. У 1937 році він перебував у Іспанії. З 1937 по 1940 рік він був головою партії Революційного союзу, а від 1940 до 1944 року головою Революційного комуністичного союзу, створеного з причини об'єднання Комуністичної партії Куби та Революційного союзу. Після перетворення цього союзу на Народно-соціалістичну партію Куби (1944) він став її головою (до 1961). За часів диктатури Філіпа Батісти (1952—1958) Марінельйо перебував у підпіллі та редагував нелегальний марксистський журнал «Менсахес» («Послання»). Він не раз зазнав арешту та перебував в еміграції. З 1950 року він був членом Військово-революційної міністерства та з 1966 року — її Президії. Він був також членом ЦК Комуністичної партії Куби з 1965 року та членом Державної Ради з 1976 року. Марінельйо був автором літературних та публіцистичних праць та нагороджений орденом Жовтневої Революції.